# Pertusaria leucosora
Pertusaria leucosora är en lavart som beskrevs av Nyl. Pertusaria leucosora ingår i släktet Pertusaria och familjen Pertusariaceae.   Inga underarter finns listade i Catalogue of Life.